# Сывороткино (Вологодская область)
Сывороткино — деревня в Великоустюгском районе Вологодской области.
Входит в состав Марденгского сельского поселения, с точки зрения административно-территориального деления — в Марденгский сельсовет.
Расстояние по автодороге до районного центра Великого Устюга — 6,5 км, до центра муниципального образования Благовещенья — 9 км. Ближайшие населённые пункты — Новатор, Лопатниково, Меденицыно, Куликово, Ишутино, Грузнищево.
По переписи 2002 года население — 33 человека (14 мужчин, 19 женщин). Всё население — русские.